# زمان‌آباد (تربت حیدریه)
زمان‌آباد (تربت حیدریه)، روستایی از توابع بخش مرکزی شهرستان تربت حیدریه در استان خراسان رضوی ایران است.

## جمعیت
این روستا در دهستان پایین ولایت قرار دارد و براساس سرشماری مرکز آمار ایران در سال ۱۳۸۵، جمعیت آن ۹۱ نفر (۲۱خانوار) بوده‌است.